# Tony Mowbray
Anthony Mark « Tony » Mowbray, né le 22 novembre 1963 à Saltburn-by-the-Sea, est un footballeur anglais qui évolue au poste de défenseur avant de devenir entraîneur.

## Palmarès

### En tant que joueur

#### En club
- Middlesbrough FC
  - Vice-champion d'Angleterre de troisième division en 1987.

#### Distinction individuelle
- Membre de l'équipe-type du championnat d'Angleterre de deuxième division en 1988.

### En tant qu'entraîneur

#### En club
- West Bromwich Albion
  - Champion d'Angleterre de deuxième division en 2008.

- Blackburn Rovers
  - Vice-champion d'Angleterre de troisième division en 2018.

#### Distinctions individuelles
- Entraîneur de la saison du championnat d'Écosse en 2005.
- Entraîneur du mois du championnat d'Écosse en décembre 2004, mai 2005, novembre 2005 et août 2009.
- Entraîneur du mois du championnat d'Angleterre de deuxième division en septembre 2007, octobre 2012 et janvier 2019.
- Entraîneur du mois du championnat d'Angleterre de troisième division en novembre 2017.